# إخوان مريم (مسلسل)
إخوان مريم مسلسل تاريخي كويتي أنتج عام 2010.

## قصة العمل
مسلسل تاريخي يحكي قصة وصول آل الصباح إلى الكويت منذ اللحظات الأولى وكيف وضع الأساس الأول لدولة الكويت قبل أربعة قرون.

## أبطال العمل
- إبراهيم الصلال
- غانم الصالح
- جاسم النبهان
- إبراهيم الحربي
- جمال الردهان
- زهرة عرفات
- عبير الجندي
- مشاري البلام
- مشعل الجاسر
- عبد الله الباروني
- هند البلوشي
- فيصل المسفر
- مرام البلوشي
- عبد الله بهمن

### بالاشتراك مع
- نواف نجم
- أسامة المزيعل
- شوق

### ضيوف الشرف
- يعقوب عبد الله
- عبير أحمد